# Rete tranviaria di Strasburgo
La rete tranviaria di Strasburgo è la rete tranviaria che serve la città francese di Strasburgo e alcuni comuni limitrofi. È composta da sei linee.

## Storia
Il 28 aprile 2017 venne inaugurato il prolungamento della linea D fino alla città confinante di Kehl, posta oltre il Reno in Germania. L'esercizio regolare iniziò il giorno successivo.